# اوبرزین
اوبرزین (به آلمانی: Obersinn) یک منطقهٔ مسکونی در آلمان است که در ماین-اشپسارت واقع شده‌است.